# سلافكا مانيفا
سلافكا مانيفا (بالإنجليزية: Slavka Maneva) (1934 - 2010)، هي كاتبة وشاعرة من مقدونيا
من مواليد مدينة إسكوبية يوم 2فبراير 1934، أنهت دراساتها الأدبية في كلية الفلسفة في جامعة سكوبي، وعملت كأستاذة في اللغة والأدب المقدونية، وتؤلف كتب الأطفال. ترجمت أعمالها إلى الصربية، التركية، الألبانية، الروسية، البلغارية، البولندية، الأرمينية، الجورجية. توفيت في العاصمة إسكوبية يوم 8 يناير 2010.

## الجوائز
فازت بجائزة Vančo Nikoleski في عام 1996 عن كتابها «وسائد النجوم» (Ѕвездени перничиња).

## من مؤلفاته
- «وسائد النجوم»